# Obszar nieciągłości
Obszar nieciągłości – powieść fantastycznonaukowa autorstwa polskich pisarzy Andrzeja Krzepkowskiego i Andrzeja Wójcika, wydana przez Krajową Agencję Wydawniczą w 1979 r. w serii Fantazja–Przygoda–Rozrywka. Książka była jednym z pierwszych utworów reprezentujących nową falę fantastyki socjologicznej w polskiej fantastyce naukowej końca lat 70. XX wieku. 

## Opis fabuły
Jest rok 2953. Po 900 latach od wprowadzenia eksperymentu społecznego obywatele jednego z państw mieszkają w izolowanych kopułach. Społeczeństwo podzielone jest na Nadmózgowców i Przeciętnych. Nadmózgowcy sprawują władzę i zaspokajają podstawowe potrzeby życiowe Przeciętnych. Ci ostatni wegetują w roli niewolników, których przy życiu utrzymuje wiara w istnienie Ideału, kreowanego przez Nadmózgowców w celu trzymania społeczeństwa pod kontrolą.

## Odbiór i analiza
Antoni Smuszkiewicz odnajduje w powieści paralele literackie: wizja planety jest zapożyczona od Fredrica Browna (Kopuła), podział społeczeństwa od Janusza Zajdla (Bunt), zaś atmosfera rodem z Pozytronowego detektywa Isaaca Asimova. Krytyk pisze, że autorów „wyraźnie krępują więzy konwencji, nie chcą powielać starych schematów, ale odrębnego stanowiska (...) się nie dopracowali”. Smuszkiewicz ocenia, że choć fabuła powieści składa się ze znanych elementów, jej wartość polega na „świadomym, choć w narracji bardzo stonowanym, podrabianiu stylistycznej maniery i popularnych chwytów tradycyjnej fantastyki naukowej”.
Podobnie uważa Andrzej Niewiadowski, pisząc, że autorzy „z pełną świadomością podrabiają popularne chwyty fantastyki naukowej”, zaznaczając swój dystans wobec opisywanych wydarzeń.
Maciej Parowski sytuuje utwór wśród innych opisujących motyw „dochodzenia do prawdy w społeczeństwie poniżonym, rozszczepionym”. Choć ocenia, że w przeciwieństwie od innych utwór Krzepkowskiego i Wójcika charakteryzuje ciążenie ku fantastyce „technologiczno-medycznej”. W efekcie krytyk ocenia, że książka nie do końca wpisywała się w awangardę fantastyki socjologicznej w Polsce końca lat 70., lecz sytuuje ją raczej na pograniczu z klasyczną science fiction, porównując do twórczości Wiktora Żwikiewicza („zbudowali bardzo intensywną i bardzo własną wizję, w której na plan pierwszy wysuwa się bogaty obraz i bujna narracja, a nie proste przesłanie”).
Mariusz Leś z kolei ocenia, że powieść pokazuje „system paradoksalny”. Odkrywa też, że w utworze pojawia się – rzadki w polskiej fantastyce naukowej – element „cudowności” (jak np. postać Alicji w Limes inferior Zajdla). Krytyk znajduje tu odniesienia utworu do Nowego wspaniałego świata Aldousa Huxleya i Paradyzji Zajdla.
Konrad Walewski w artykule o polskiej fantastyce socjologicznej, napisanym na użytek anglojęzycznego czytelnika w 2018 dla The Encyclopedia of Science Fiction pisze, że powieść „wyrażała wiele niepokojów społecznych i problemów lat 70., w tym życie w ciągłym zagrożeniu, pogardę państwa dla obywateli i manipulacje społeczne elit sprawujących władzę”.

## Tłumaczenia
- język francuski: La Zone de non-continuité (Paris: Fleuve nor, 1985, tł. Henryk Kurta, ISBN 2-265-03003-1)[12][13]
- język niemiecki: Diskrete Zone (München: Heyne, 1985, tł. Ellen-Alexa Schwarz; Berlin: Verlag Neues Leben, 1988, tł. Hubert Schumann, ISBN 3-453-31132-9)[12]